# Třída Blue Ridge
Třída Blue Ridge je třída velitelských lodí Námořnictva Spojených států amerických. Skládá se z jednotek USS Blue Ridge a USS Mount Whitney. Jsou to jediné válečné lodě od počátku navržené jako velitelské lodě specializované na řízení výsadkových operací. V praxi fungují jako univerzální velitelské lodě (jejich klasifikace se proto změnila z AGC na LCC). V současnosti slouží jako vlajkové lodě americké šesté a sedmé floty. Mount Whitney je první americkou válečnou lodí, na jejíž palubě začaly trvale sloužit ženy.

## Stavba

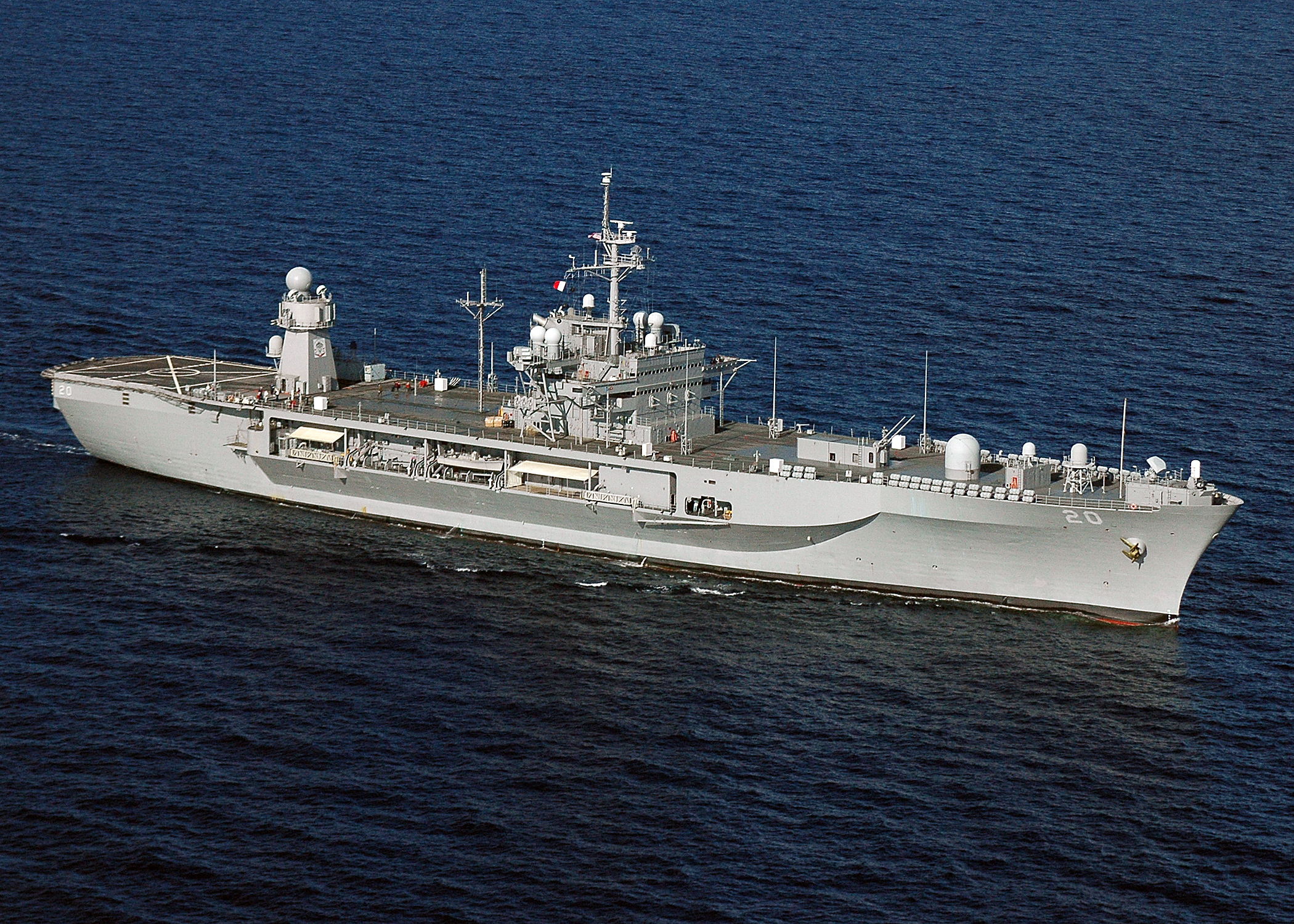
USS Mount Whitney (LCC-20)

Projekční práce na první jednotce probíhaly od roku 1963. Blue Ridge postavila v letech 1967–1970 loděnice Philadelphia Naval Shipyard. Mount Whitney postavila v letech 1969–1971 loděnice Newport News Shipbuilding and Drydock Co.
Jednotky třídy Blue Ridge:
| Jméno                      | Loděnice                    | Objednání         | Zahájení stavby | Spuštění na vodu | Uvedení do služby  | Status  |
| -------------------------- | --------------------------- | ----------------- | --------------- | ---------------- | ------------------ | ------- |
| USS Blue Ridge (LCC-19)    | Philadelphia Naval Shipyard | 31. prosince 1964 | 27. února 1967  | 4. ledna 1969    | 14. listopadu 1970 | aktivní |
| USS Mount Whitney (LCC-20) | Newport News Shipbuilding   | 10. srpna 1966    | 8. ledna 1969   | 8. ledna 1970    | 16. ledna 1971     | aktivní |

## Konstrukce

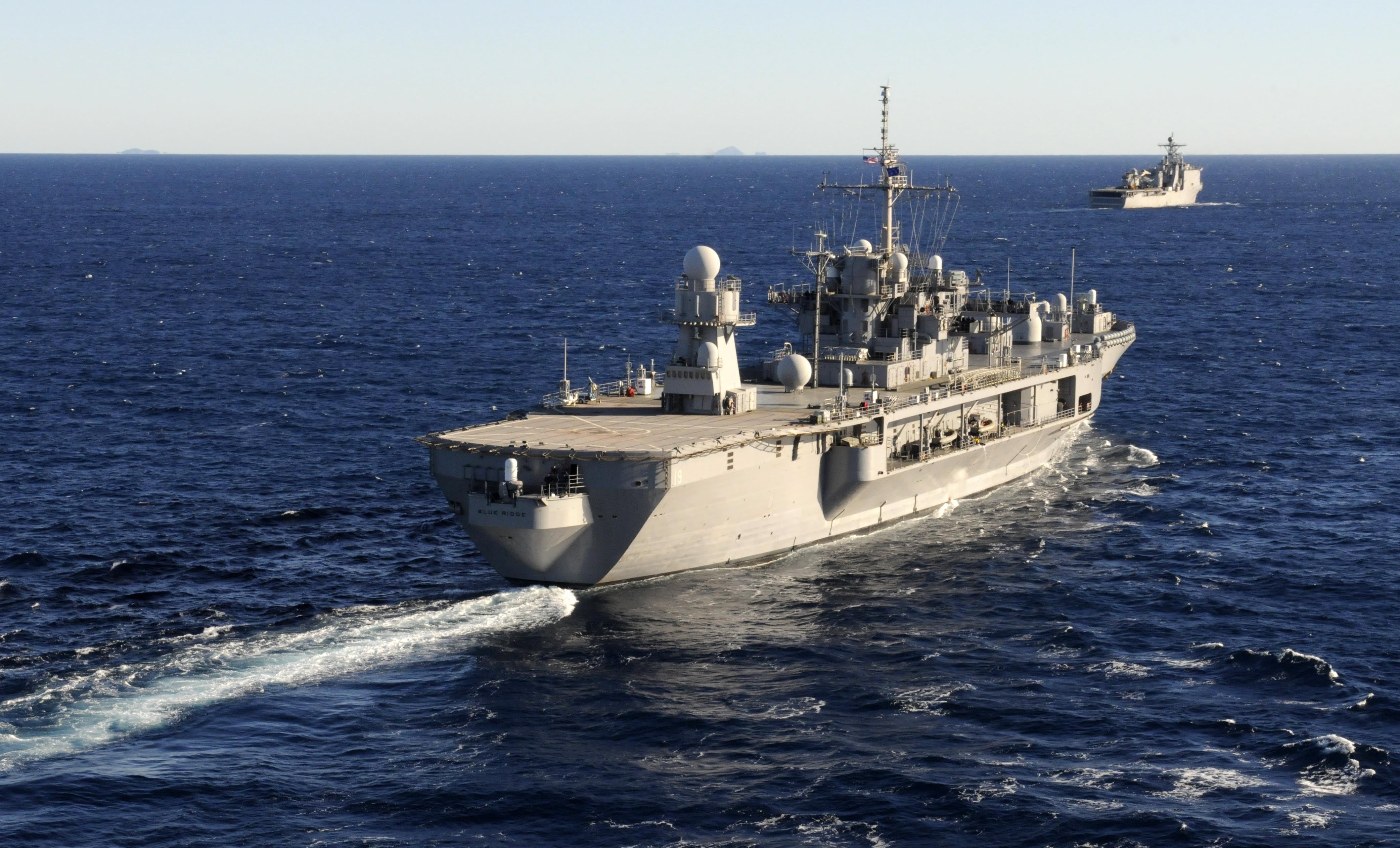
USS Blue Ridge (LCC-19)

Konstrukce trupu a pohonného ústrojí vycházejí z výsadkových lodí třídy Iwo Jima. Lodě mají dostatek vnitřního prostoru pro početnou osádku (na palubě může být až 250 důstojníků, 1 200 námořníků a 100 námořnic) a moderní elektroniku. V případě nouze mohou provést evakuaci až 3 000 osob. Na palubě nesou až tři vyloďovací čluny typu LCPL a dva typu LCVP. Jejich prostorná plochá paluba se hemží množstvím elektronických systémů. V její zadní části je přistávací plocha pro vrtulník. Lodě však nejsou vybaveny hangárem.
Původní obrannou výzbroj tvořily čtyři 76mm protiletadlové kanóny Mk 33 v dvoudělových věžích a dva osminásobné vypouštěcí kontejnery Mk 25 pro protiletadlové řízené střely Sea Sparrow. V druhé polovině 80. let byla výzbroj rozšířena o dva 20mm systémy blízké obrany Phalanx. Současnou výzbroj tvoří dva systémy blízké obrany Phalanx, dva 25mm automatické kanóny M242 Bushmaster a několik 12,7mm kulometů.
Pohonný systém byl navržen tak, aby plavidla byla dostatečně rychlá k doprovodu rychlých výsadkových svazů. Tvoří ho jedna převodová turbína General Electric a dva kotle. Lodní šroub je jeden. Lodě dosahují rychlosti 23 uzlů.

## Operační služba
Blue Ridge se v roce 1979 stala vlajkovou lodí 7. floty se základnou v japonské Jokosuce. Mount Whitney se roku 1981 stala vlajkovou lodí 2. floty. V roce 2005 byla převelena k 6. flotě, které nyní velí. Základnou lodi je italský přístav Gaeta.